# Jan z Sedre
Jan II z Sedre (ur. ?, zm. 14 grudnia 648) – w latach 631–648 42. syryjsko-prawosławny Patriarcha Antiochii. Jest czczony przez Syryjski Kościół Ortodoksyjny jako święty, a jego wspomnienie jest 14 grudnia.